# Toixó porcí de Sumatra
El toixó porcí de Sumatra (Arctonyx hoevenii) és una espècie de mamífer de la família dels mustèlids. És l'espècie més petita i fosca del gènere Arctonyx. És endèmic de les muntanyes Barisan, a Sumatra. Originalment fou descrit com a edentat per equivocació.